# Radio K.A.O.S. (video)
Radio K.A.O.S. je videoEP britského hudebníka Rogera Waterse, do roku 1985 baskytaristy a zpěváka skupiny Pink Floyd. Video bylo vydáno v roce 1988 na VHS a následující rok na laserdiscu.
Toto krátké videoalbum (cca 20 minut) obsahuje čtyři písně z Watersova druhého sólového alba Radio K.A.O.S., které vyšlo v roce 1987.

## Seznam skladeb
1. „Radio Waves“ (Waters)
2. „Sunset Strip“ (Waters)
3. „Four Minutes “ (Waters)
4. „The Tide Is Turning (After Live Aid)“ (Waters)